# کلاسیک مدیا
کلاسیک مدیا ال‌ال‌سی، با نام تجاری دریم ورکس کلاسیکس، یک شرکت سرگرمی آمریکایی متعلق به دریم ورکس انیمیشن است، که یکی از زیرمجموعه های یونیورسال پیکچرز است. به عنوان کلاسیک مدیا در سال ۲۰۰۰ توسط اریک النبوژن و جان انگلمن تاسیس شد.  دارایی های این شرکت شامل حقوق فیلم ها٬ شخصیت هایش بود که در سال ۲۰۱۲ توسط دریم ورکس انیمیشن از مالک قبلی اش٬ رسانهٔ بومرنگ خریداری شد. 

## تاریخ

### رسانه کلاسیک (۲۰۱۲-۲۰۰۰ ؛ اولین تجسم)

آرم کلاسیک مدیا

کلاسیک مدیا توسط اریک النبوژن و جان انگلمان در سال ۲۰۰۰ تاسیس شد و حقوق فیلم ها و شخصیت های یو پی ای را خریدسپس کلاسیک مدیا یک حقوق شرکت کمیک سازی به نام سرگرمی هاروِی را خریداری کرد. در ۱۶ اوت، کلاسیک مدیا و راندوم هاوس در یک حراجی برای دارایی های گلدن بوکز برنده شدند. در ۳۱ اکتبر ۲۰۰۳، کلاسیک مدیا دارایی ورشکسته ایده بزرگ اینترتینمنت را خریداری کرد. تا سال ۲۰۰۷، کلاسیک مدیا همراه تولیدات جی وارد شرکتی به نام بالوینکِل را برای مدیریت شخصیت های جی وارد تشکیل داده بود. 

### دریم ورکس کلاسیکس (۲۰۱۹-۲۰۱۲)
در ۲۳ ژوئیه ۲۰۱۲، دریم ورکس انیمیشن کلاسیک مدیا را از رسانهٔ بومرنگ با قیمت ۱۵۵ میلیون دلار خریداری کرد. این شرکت به واحدی از دریم ورکس انیمیشن تبدیل شد و به دریم ورکس کلاسیکس تغییر نام داد.   در ۱۸ ژوئن ۲۰۱۴، دریم ورکس انیمیشن حقوق نشر گربهٔ ملوس خریداری کرد و آن را به نمونه کارهای دریم ورکس کلاسیکس اضافه کرد.  در تاریخ ۲۸ آوریل ۲۰۱۶، ان بی سی یونیورسال اعلام کرد که دریم ورکس انیمیشن را با قیمت ۳٫۸ میلیارد دلار خریداری می کند.  خرید در ۲۲ اوت به پایان رسید. 

### رسانه کلاسیک (۲۰۱۹ تا کنون ؛ تجسم دوم)
ان بی سی یونیورسال این واحد را به نام قبلی خود یعنی کلاسیک مدیا بازگرداند و النبوژن را به عنوان رئیس هیئت مدیره در اوت ۲۰۱۹ منصوب کرد. 